# Galicowa Grapa
Galicowa Grapa – szczyt o wysokości 980 m n.p.m. na Pogórzu Bukowińskim (Gliczarowskim) należącym do Pogórza Spisko-Gubałowskiego, w gminie Poronin. Nazwa pochodzi od popularnego w rejonie nazwiska Galica.

## Opis wzniesienia
Wzniesienie charakteryzuje się asymetrią stoków. Południowy, pokryty lasem świerkowym i opadający do doliny potoku Poroniec stok, jest znacznie bardziej stromy, niż odwadniane przez Świdrów Potok, przeważnie odkryte stoki po przeciwnej stronie. Jest ostatnim szczytem w grzbiecie przebiegającym ze zwornika w Gliczarowie Górnym na zachód. U zachodnich podnóży, w miejscu, gdzie ów grzbiet kończy się, opadając w dolinę, Poroniec łączy się z Zakopianką, tworząc Biały Dunajec. Wierzchołek również jest zwornikiem, gdyż odbiega z niego w kierunku północno-zachodnim krótkie ramię opadające w dolinę Białego Dunajca.
Na końcowym, obniżającym się ku dolinie Białego Dunajca odcinku grzbietu Galicowej Grapy zlokalizowana jest Skocznia narciarska „Galicowa Grapa”. Miejscowi górale wznieśli w 1910 roku w pobliżu szczytu góry stalowy krzyż upamiętniający rocznicę zwycięstwa pod Grunwaldem. Ze szczytu góry widać panoramę Tatr.

## Piesze szlaki turystyczne
Gubałówka – Poronin – Galicowa Grapa – Gliczarów Górny – Bukowina Tatrzańska